# Villa Las Estrellas
Villa Las Estrellas est un village et une station météorologique chilienne située sur la péninsule Fildes de l'île du Roi-George (Shetland du Sud) dans le Territoire chilien de l'Antarctique. Elle existe depuis le 9 avril 1984, et abrite surtout des militaires accompagnés de leurs familles. Elle fait partie du complexe de la base Presidente Eduardo Frei Montalva.
Elle est administrée par la Force aérienne chilienne et fait partie de la commune de Cabo de Hornos.
D'autres bases ont choisi la péninsule Fildes comme lieu d'implantation : lva, Profesor Julio Escudero, Grande Muraille, Bellingshausen.

## Village
Villa Las Estrellas comprend un peu plus de dix maisons, une banque, une poste, un commerce, un gymnase et même une école pour les six enfants. La plupart des habitants sont les familles des militaires de la base aérienne chilienne. C'est le seul village de l'Antarctique avec celui de la base Esperanza.
Le village est fondé en 1984. Le premier enfant y est né en 1984. Il existe une rivalité avec la base argentine Esperanza qui a également célébré la naissance d'un enfant, Emilio Palma, en 1978. En dehors de ces naissances symboliques, les grossesses sont découragées, car risquées. Une appendicectomie doit être réalisée avant d'y vivre, la base n'ayant que quelques médecins et aucun chirurgien spécialisé en cas d'appendicite.
Le ravitaillement se fait par des Lockheed C-130 Hercules depuis Punta Arenas.
En juillet 2018, un incendie détruit une partie des installations.

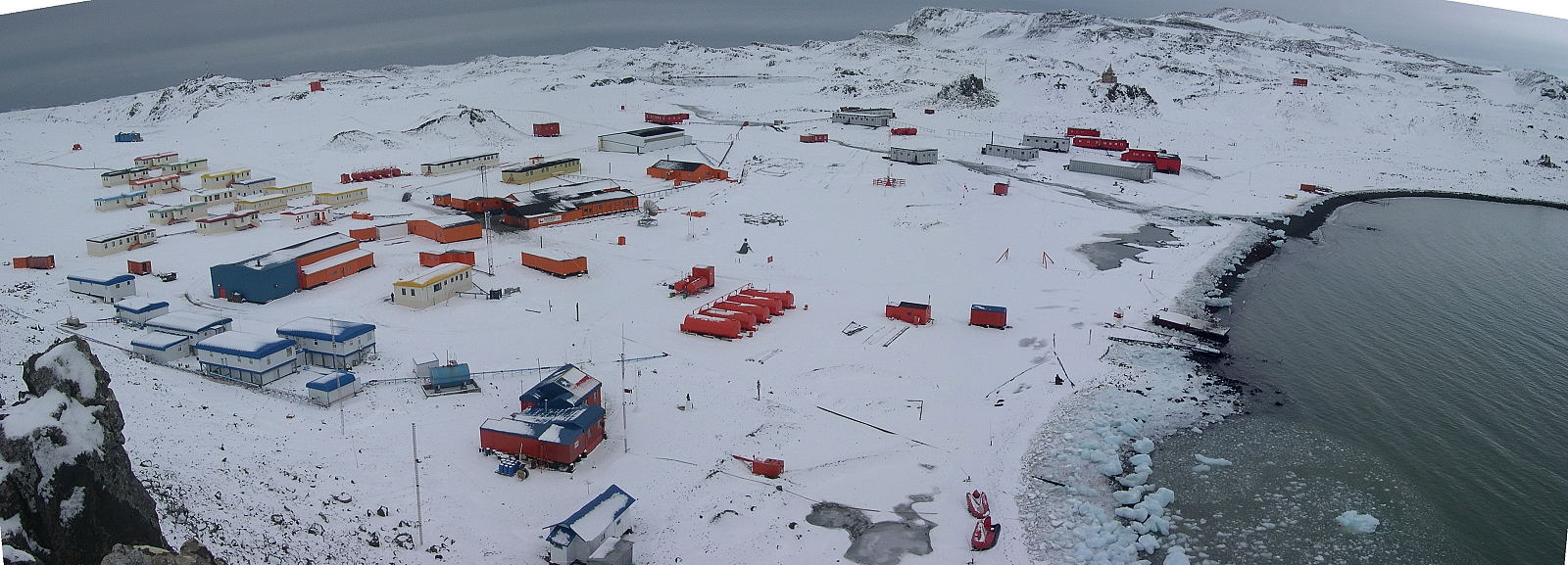
Villa Las Estrellas
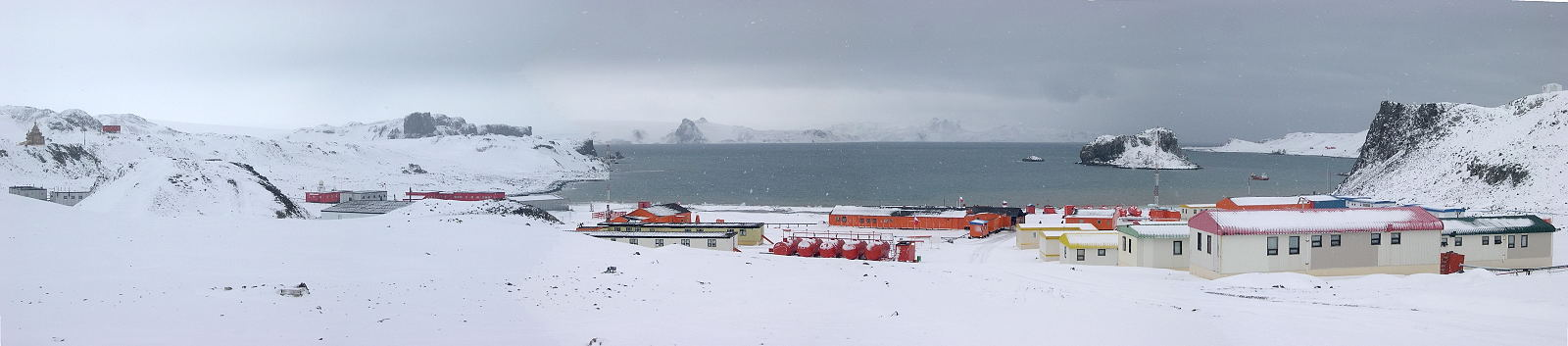
Villa Las Estrellas
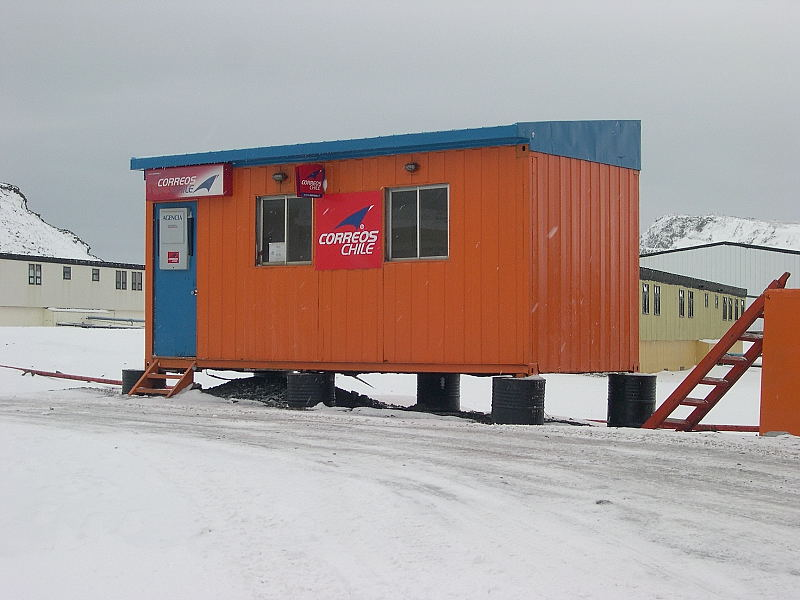
Bureau de poste chilien à Villa Las Estrellas